# Блессінґ Окаґбаре
Блессінґ Окаґбаре  (англ. Blessing Okagbare, 9 жовтня 1988) — нігерійська легкоатлетка, олімпійська медалістка. У лютому 2022 року її відсторонили на 10 років за вживання допінгу.

## Виступи на Олімпіадах
| Олімпіада  | Дисципліна        | Місце |
| ---------- | ----------------- | ----- |
| Пекін 2008 | стрибки у довжину | 3     |